# White Earth
White Earth ist eine Siedlung auf gemeindefreiem Gebiet im Becker County im mittleren Nordwesten des US-amerikanischen Bundesstaats Minnesota. Zu statistischen Zwecken ist der Ort zu einem Census-designated place (CDP) zusammengefasst worden. Das U.S. Census Bureau hat bei der Volkszählung 2020 eine Einwohnerzahl von 522 ermittelt.
In White Earth ist der Verwaltungssitz der White Earth Indian Reservation des Indianervolkes der Anishinabe.

## Geografie
White Earth liegt auf 47°05′48″ nördlicher Breite und 95°50′36″ westlicher Länge und erstreckt sich über 10 km², die sich über 9 km² Land- und 1 km² Wasserfläche verteilen. Der Ort liegt in der White Earth Township.
Benachbarte Orte von White Earth sind Waubun (17,1 km nordwestlich), Detroit Lakes (36,1 km südlich) und Ogema (6,9 km westlich).
Die nächstgelegenen größeren Städte sind Fargo in North Dakota (96,6 km westsüdwestlich), Duluth am Oberen See (336 km östlich) und Minneapolis (360 km südöstlich).
Die Grenze zu Kanada befindet sich 236 km nördlich.

## Verkehr
Als Hauptstraße verläuft in Nord-Süd-Richtung die County Road 34 durch den Ort. Alle weiteren Straßen sind weiter untergeordnete und teils unbefestigte Fahrwege sowie innerörtliche Verbindungsstraßen.
Mit dem Detroit Lakes Airport befindet sich 41,9 km südlich von White Earth ein kleiner Regionalflugplatz. Die nächsten Großflughäfen sind der 361 km nordnordwestlich gelegene Winnipeg James Armstrong Richardson International Airport in Kanada und der 384 km südöstlich gelegene Minneapolis-Saint Paul International Airport.

## Demografische Daten
Nach der Volkszählung im Jahr 2010 lebten in White Earth 580 Menschen in 222 Haushalten. Die Bevölkerungsdichte betrug 64,4 Einwohner pro Quadratkilometer. In den 222 Haushalten lebten statistisch je 2,61 Personen.
Ethnisch betrachtet setzte sich die Bevölkerung zusammen aus 89,1 Prozent amerikanischen Ureinwohnern und 10,9 Prozent anderen.
33,8 Prozent der Bevölkerung waren unter 18 Jahre alt, 56,7 Prozent waren zwischen 18 und 64 und 9,5 Prozent waren 65 Jahre oder älter. 50,7 Prozent der Bevölkerung war weiblich.

Das mittlere jährliche Einkommen eines Haushalts lag bei 14.875 USD. Das Pro-Kopf-Einkommen betrug 8156 USD. 56,5 Prozent der Einwohner lebten unterhalb der Armutsgrenze.

## Persönlichkeiten
- Joe Guyon (1892–1971), American-Football-Spieler, Baseballspieler und -trainer